# Strada provinciale 4 Galliera
La strada provinciale 4 Galliera è una strada provinciale italiana della città metropolitana di Bologna.

## Storia
Si trattava della medesima strada delle attuali via Galliera, via Matteotti e via di Corticella, situate nella città di Bologna e un tempo chiamate Strada di Galliera. La maggior parte degli studiosi crede che l'odonimo provenga dal nome del paese dove la strada portava, Galliera: qui tra il IX e l'XI secolo, prima della realizzazione del Canale di Reno, si trovava infatti il principale accesso alle vie d'acqua per la città. Secondo un'altra ipotesi, invece, sarebbe stata la località a trarre il nome da una romana via Galeria.

## Percorso
Dalla frazione Primo Maggio (Castel Maggiore), al confine con il comune di Bologna, si dirige a nord attraversando i centri di Castel Maggiore e Funo (Argelato), paese dove incontra la SP 3. Entra quindi nel comune di Bentivoglio e, a Stiatico, in quello di San Giorgio di Piano, di cui tocca anche il capoluogo e la frazione di Ponte Rosso. Aggira ad est San Pietro in Casale giungendo così a Rubizzano e Maccaretolo. Mentre ormai piega a nord-est, la SP 4 attraversa San Vincenzo, frazione di Galliera. Nel momento in cui passa il fiume Reno, in corrispondenza del confine con la provincia di Ferrara, la provinciale si interrompe ed assume il nome di SP 8 "Poggio Renatico".